# Détective privé (film)
Pour les articles homonymes, voir Détective (homonymie).
Pour plus de détails, voir Fiche technique et Distribution.
Détective privé (Harper) est un film américain de Jack Smight, sorti en 1966.

## Synopsis
La richissime Elaine Sampson (Lauren Bacall) demande au détective privé Lew Harper (Paul Newman) d'enquêter sur la disparition de son mari Ralph. Très vite Harper constate que Ralph fréquentait des gens douteux, et que les suspects sont nombreux.

## Fiche technique
- Titre : Détective privé
- Titre original : Harper
- Réalisation : Jack Smight
- Scénario : William Goldman d'après le roman The Moving Target de Ross Macdonald
- Production : Jerry Gershwin et Elliott Kastner
- Société de production : Gershwin-Kastner Productions
- Société de distribution : Warner Bros
- Photographie : Conrad L. Hall
- Cadreur : Richard Moore
- Montage : Conrad L. Hall
- Musique : Johnny Mandel
- Direction artistique : Alfred Sweeney
- Décors : Claude E. Carpenter
- Pays d'origine :  États-Unis
- Format : Couleur (Technicolor) - 35 mm - 2,35:1 - Son : mono
- Genre : Film policier
- Durée : 121 minutes
- Date de sortie :
  - États-Unis : 23 février 1966
- Affiche : Raymond Elseviers (Belgique)

## Distribution
- Paul Newman (VF : Jacques Beauchey) : Lew Harper (Louis Harper en VF)
- Lauren Bacall (VF : Paule Emanuele) : Elaine Sampson
- Julie Harris (VF : Sylvie Deniau) : Betty Fraley
- Arthur Hill (VF :  Michel Gudin) : Albert Graves
- Janet Leigh (VF : Claire Guibert) : Susan Harper
- Pamela Tiffin (VF : Michèle Bardollet) : Miranda Sampson
- Robert Wagner (VF : Marc Cassot) : Alan Taggart
- Shelley Winters(VF : Jacqueline Ferrière)  : Fay Estabrook
- Robert Webber (VF : Pierre Loray) : Dwight Troy
- Harold Gould : le shérif Spanner
- Strother Martin : Claude
- Eugene Iglesias : Felix
- Jacqueline deWit : Mme Kronberg

## Prix
- Prix Edgar-Allan-Poe du meilleur scénario

## Autour du film
En 1975, Paul Newman reprend son rôle de Lew Harper sous la direction de Stuart Rosenberg dans La Toile d'araignée.
En 1993, plusieurs extraits du film ont été utilisés dans le film français La classe américaine de Michel Hazanavicius et Dominique Mézerette.